# Fikile Mbalula
Fikile April Mbalula (Botshabelo, provincia del Estado Libre, 1 de abril de 1971) es un político sudafricano que, desde 2022, ejerce como el decimoséptimo secretario general del Congreso Nacional Africano (ANC, por sus siglas en inglés). Se trata de un ministro del gabinete de Sudáfrica de larga data, anteriormente se desempeñó como ministro de Deportes y Recreación de 2010 a 2017, como ministro de Policía de 2017 a 2018 y como ministro de Transporte entre 2019 y 2023. Mbalula fue líder de la Liga Juvenil del Congreso Nacional Africano, también se desempeña como director de la campaña electoral de las elecciones generales del Congreso Nacional Africano.
Mbalula fue elegido secretario general del ANC en la 55.ª Conferencia Nacional del Congreso Nacional Africano en diciembre de 2022.

## Biografía
En mayo de 2009 fue nombrado viceministro de Policía en el gabinete de Jacob Zuma y luego designado ministro de Deportes y Recreación después de que el presidente Zuma cambiara su gabinete. El 31 de marzo de 2017, después de una controvertida reorganización del gabinete, Mbalula fue nombrado ministro de Policía reemplazando a Nathi Nhleko, luego de presionar a la liga juvenil del Congreso Nacional Africano y posiblemente como recompensa por su lealtad hacia Zuma.
En las elecciones generales de 2009 fue director de la campaña electoral de la ANC, que fue considerada muy exitosa.
En diciembre de 2007 fue elegido miembro de la liga juvenil en la conferencia de Polokwane del partido, en el puesto n.º 15 medido por el número de votos. Posteriormente se retiró como presidente de la liga juvenil de la ANC de la cual, a los 36 años, ya no era elegible para ser miembro.
En agosto de 2004 fue elegido presidente de la liga juvenil del ANC, después de haber ocupado anteriormente el cargo de secretario general.
A Mbalula se le atribuye la instalación del presidente sudafricano Thabo Mbeki en ese puesto y su posterior destitución como jefe del ANC. Su apoyo también ha sido descrito como clave para ganar a Zuma la presidencia del ANC en una reñida carrera con Mbeki. También apoyó la candidatura de Julius Malema para sucederle como jefe de la liga juvenil en lo que se consideró un movimiento para asegurar el apoyo continuo de la Liga para Zuma.
En mayo de 2019, el presidente Cyril Ramaphosa nombró a Mbalula para el cargo de ministro de Transporte, sucediendo a Blade Nzimande.
Fue elegido secretario general del ANC en la 55.ª Conferencia Nacional del partido en diciembre de 2022; reemplazó a Ace Magashule, quien fue suspendido en mayo de 2021. Su cargo como secretario general requería que Mbalula estuviera en Luthuli House a tiempo completo, lo que significaba que tendría que renunciar a sus cargos en el gobierno y en el parlamento. En una reorganización del gabinete el 6 de marzo de 2023, se nombró al viceministro de Transporte, Sindisiwe Chikunga, para suceder a Mbalula como ministro de Transporte. Mbalula renunció a su escaño en el parlamento ese mismo día.